# Нурмухаметов, Нигамедьян Мухутдинович
Нигамедья́н Мухутди́нович Нурмухаме́тов (10 мая 1936, Каранаево, Мечетлинский район, Республика Башкортостан — 26 июня 2011, Уфа) — советский и российский агроном, доктор сельскохозяйственных наук (2002), профессор, заслуженный работник сельского хозяйства Республики Башкортостан (1996), автор Культиватора для выращивания хлореллы.

## Биография
10 мая 1936 года в Мечетлинском районе в деревне Каранаево (Каранай) в семье крестьян Нурмухаметова Мухутдина (1861 г.р.) и Набиуллиной Магрижамал (5.12.1890 г.р.) родился ребёнок, которому родители дали имя Нигамедьян (06.05.1936 г.р.).
Нурмухаметов Нигамедьян очень рано потерял своего отца, ему было чуть больше 2 (двух) лет. Видимо, на здоровье Мухутдина сказались служба на флоте и дальние походы в кругосветном плавании 9 (девять) лет. Нурмухаметов Мухутдин прожил 77 (семьдесят семь) лет.
Рождение Нигамедьяна и дальнейшее детство в деревне было не из лёгких. Школа находилась в 5 км, трудности в военные и послевоенные годы закалили его. Детство Нигамедьяна прошло в ежедневном труде и работе. Расти без отца, с одной мамой, потому как старшие дети воевали на фронтах Великой Отечественной войны, было достаточно тяжело.
После окончания Великой Отечественной войны один из братьев увозит от мамы своего младшего брата Нигамедьяна в г. Уфа и определяет в школу-интернат № 1 для дальнейшей учёбы.
Получив среднее образование в 1956 г., 26 октября Нигамедьян Мухутдинович поступает на работу в механический цех, токарем 3 (третьего) разряда завода геофизических приборов и аппаратуры. 21 мая 1957 г. становится электромонтажником по 5 (пятому) разряду.
Но давняя мечта и дух отца моряка, обошедшего на корабле земной шар, стать лётчиком никогда не покидала юношу. Он едет в Оренбургское лётное училище. Военная комиссия непреклонна и выносит: «не годен, варикоз вен нижних конечностей ног».
В 1957 г. 24 августа Нигамедьян увольняется с завода в связи с поступлением в институт.
С 1957 г. по 1962 г. учёба в Башкирском сельскохозяйственном институте по специальности агрономия. 31 марта 1962 г., защитив дипломную работу с оценкой отлично, решением Государственной экзаменационной комиссии ему присвоена квалификация учёного агронома. В период учёбы у Нигамедьяна возник интерес к таким наукам, как физика, химия, радиобиология. Здесь же в институте ему присваивается воинское звание младший лейтенант, командир взвода общевойсковых частей (приказ МО СССР № 302 от 13.07.1961). Воинскую службу закончил в звании старшего лейтенанта запаса.
По окончании Башкирского сельскохозяйственного института в 1962 г. 12 апреля назначен главным агрономом колхоза имени Двадцатого Партсъезда Уфимского района Башкирской Автономной Советской Социалистической Республики.
20 декабря 1963 г. решением Пленума избирается заместителем секретаря Уфимского комитета комсомола и переходит из хозяйственной работы на партийную, но желание учиться не покидает мысли Нигамедьяна и он просит Бюро комитета ВЛКСМ освободить его от занимаемой должности в связи с выездом на учёбу в аспирантуру, в Ульяновский сельскохозяйственный институт.
20 апреля 1964 г. поступает в целевую аспирантуру по специальности «микробиология». Научным руководителем Нигамедьяна становится профессор Клавдия Петровна Тулайкова (недоступная ссылка). В середине 60-х годов микробиология почв — новое направление в сельском хозяйстве. И так получится, что Нурмухаметов Н. М. долгие годы в Уральском регионе останется чуть ли не единственным специалистом по микробиологии почв, потому как у профессора Тулайковой К. П. — это будет один из последних учеников.
В 1967 году в конце мая Нигамедьян возвращается в г. Уфа, Башкирский сельскохозяйственный институт.
Трудовой путь аспиранта начинается с кафедры ботаники и физиологии растений. 26 марта 1968 г. Нигамедьяну Мухутдиновичу присуждена учёная степень кандидата биологических наук. Октябрь 1968 г.-принят в члены Коммунистической партии Советского Союза.
30 августа 1968 г. у него появляется первенец. Ректорат выделяет семье комнату в общежитии.
03 марта 1970 г. рождается второй сын, и буквально через 10 (десять) дней решением Высшей Аттестационной Комиссии Нурмухаметов Н. М. утверждён в учёном звании доцент по кафедре «Ботаника, физиология растений и микробиология».
С 1978 по 1989 г.г. — заведующий кафедры ботаники и физиологии растений.
С 1989 по 1994 г.г.- заведующий кафедры селекции и физиологии растений.
Государственный Комитет СССР по народному образованию за заслуги в области высшего образования СССР выдал удостоверение и нагрудный знак «За отличные успехи в работе». Нурмухаметов Н. М. активно участвует в пропаганде достижений науки и передового опыта. Выступает на международных, всероссийских и региональных научно-практических конференциях. Государство высоко оценило его труд. Указом Президента Республики Башкортостан от 11 ноября 1996 г. № 115 Нурмухаметову Нигамедьяну Мухутдиновичу за заслуги в подготовке высококвалифицированных специалистов для сельского хозяйства присвоено почётное звание «Заслуженный работник сельского хозяйства Республики Башкортостан» и наградило «Грамотой Республики Башкортостан». В его архиве достаточно грамот, благодарностей и знаков отличия. Он является автором более 150 (ста пятидесяти) научных трудов, 4 (четырёх) авторских свидетельств на изобретения и 4 (четырёх) монографий. «Хлорелла — витаминный корм» (Башкирское книжное издательство, Уфа-1982 г.), «Микрофлора и биологическая активность почв Башкортостана» (издательство «Гилем», Уфа-1999 г.), «Биологические пути повышения эффективности плодородия почв» (БГАУ, Уфа-2001 г.), «Микробные биотехнологии биотехнологии в агропромышленном производстве» (БГАУ,Уфа-2007 г.), «Биологический потенциал почвы и продуктивность агроценозов на Южном Урале» (БГАУ,Уфа-2009 г.) — это только некоторые книги, по которым, возможно, и сегодня учатся студенты, аспиранты, специалисты-агропочвоведения, агрохимики.
05 июля 2002 года решением Высшей Аттестационной Комиссии Нурмухаметову Нигамедьяну Мухутдиновичу присуждена учёная степень доктора сельскохозяйственных наук. Он продолжает работать, готовить специалистов и учёных для отрасли. В декабре 2002 г. избирается на должность профессора кафедры.
Морское Собрание Республики Башкортостан за заслуги в патриотическом воспитании молодёжи приняло Нурмухаметова Н. М. в общественный Совет Собрания. За многолетний добросовестный труд ему присвоено звание Ветеран Труда Российской Федерации.

## Работы
Является соавтором более 150 (ста пятидесяти) научных трудов, 4 (четырёх) изобретений и 4 (четырёх) монографий.
- Биологический потенциал почвы и продуктивность агроценозов на Южном Урале / Нурмухаметов Н. М., Закиров Б. Ф. — Уфа : Изд-во БГАУ, 2009. — 335 с. : ил. ; 20 см. — Библиогр.: с. 325—335. — 75 экз.. — ISBN 978-5-7456-0201-6.
- Биологическая активность почвы и продуктивность агроценозов в условиях Южного Урала [Текст] : автореф. дис. на соиск. учен. степ. д-ра с.-х. наук : 06.01.03 : Сельскохозяйственные науки / Нурмухаметов Нигамедьян Мухутдинович; [Башк. гос. аграр. ун-т]. — Уфа, 2002. — 44 с. : ил. — Библиогр.: с. 38-43.
- Микрофлора и биологическая активность почв Башкортостана / Н. М. Нурмухаметов, Н. Н. Нурмухаметов ; АН Респ. Башкортостан, Отд-ние с.-х. наук. Башк. гос. аграр. ун-т. — Уфа : Гилем, 1999. — 164 с. : ил. — Библиогр.: с. 151—163. — ISBN 5-7501-0112-6 : Б. ц.
- Микробные биотехнологии в аграрно-промышленном производстве / Нурмухаметов Н. М. — Уфа : Издательство БГАУ, 2007. — 303 с. : ил. ; 21 см. — Загл. обл. : Микробные биотехнологии в агропромышленном производстве. — Библиогр.: с. 298—303. — 100 экз. — ISBN 5-7456-0129-9.
- Биологический потенциал почвы и продуктивность агроценозов на Южном Урале / Н. М. Нурмухаметов, Б. Ф. Закиров. — Уфа : [б. и.], 2009. — 335 с. : ил. — Библиогр.: с. 325—333. — ISBN 978-5-7456-0201-6.
- «Хлорелла — витаминный корм» (Башкирское книжное издательство, Уфа-1982 г.).
- «Микрофлора и биологическая активность почв Башкортостана» (издательство «Гилем», Уфа-1999 г.).
- «Биологические пути повышения эффективности плодородия почв» (БГАУ, Уфа-2001 г.).
- «Способ оценки бактериального загрязнения клеточных органелл растений» (в соавторстве) (1983)
- A.c. № 924003.
- A.c. № 1347911 «Культиватор для выращивания хлореллы» (в соавторстве) (1987)[5].
- A.c. № 1401041 «Культиватор для выращивания хлореллы» (в соавторстве) (1988)[6].